# Иупут II
Иупут II е местен владетел в Долен Египет, управлявал около края на Трети преходен период на Древен Египет. Често е причисляван към либийските фараони от 22-ра династия или 23-та династия.

## Управление
Иупут II е засвидетелстван по паметници от Леонтополис (Тарему) и Мендес, в източната част на Делтата на Нил. Най-вероятно е бил монарх, който се обявил за независим фараон по времето на Шешонк V. Може би властва около 754/3 – 718/15 г. пр.н.е.
Сключва съюз със саиския фараон Тефнахт I против експанзията на нубийския фараон Пианхи към Долен Египет. След като Пианхи побеждава Тефнахт (ок. 725 г. пр.н.е.), Иупут II отива заедно с други местни владетели, за да окаже почит на Пианхи и признава неговото върховенство. Пианхи позволява на Иупут II да остане автономен управник на Леонтополис, съгласно надписите върху победната стела от Джебел Баркал.
В стела от Мендес е отбелязано, че Иупут II управлява поне 21 години.